# Стоп-кран

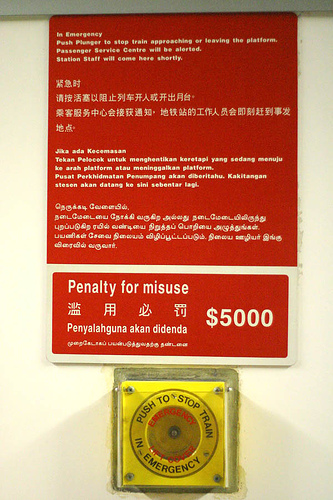
Стоп-кран поезда городской транзитной системы Сингапура, приводится в действие не в поезде, а с платформы. Штраф за включение без уважительной причины — 5 тысяч сингапурских долларов.

Стоп-кран (кран экстренного торможения) — расположенный в вагоне тормозной кран для экстренной остановки поезда. В подвижном составе метрополитена аналогичное устройство имеет наименование устройство экстренного торможения (стоп-кран, стоп-кнопка, срывной клапан). Используется для приведения в действие пневматических, электропневматических и электрических тормозов.
Для предотвращения нажатия (срыва) стоп-крана без уважительной причины законодательством многих стран предусмотрены денежные штрафы, а сами стоп-краны, как правило, пломбируются.

## Стоп-краны в ЕАЭС

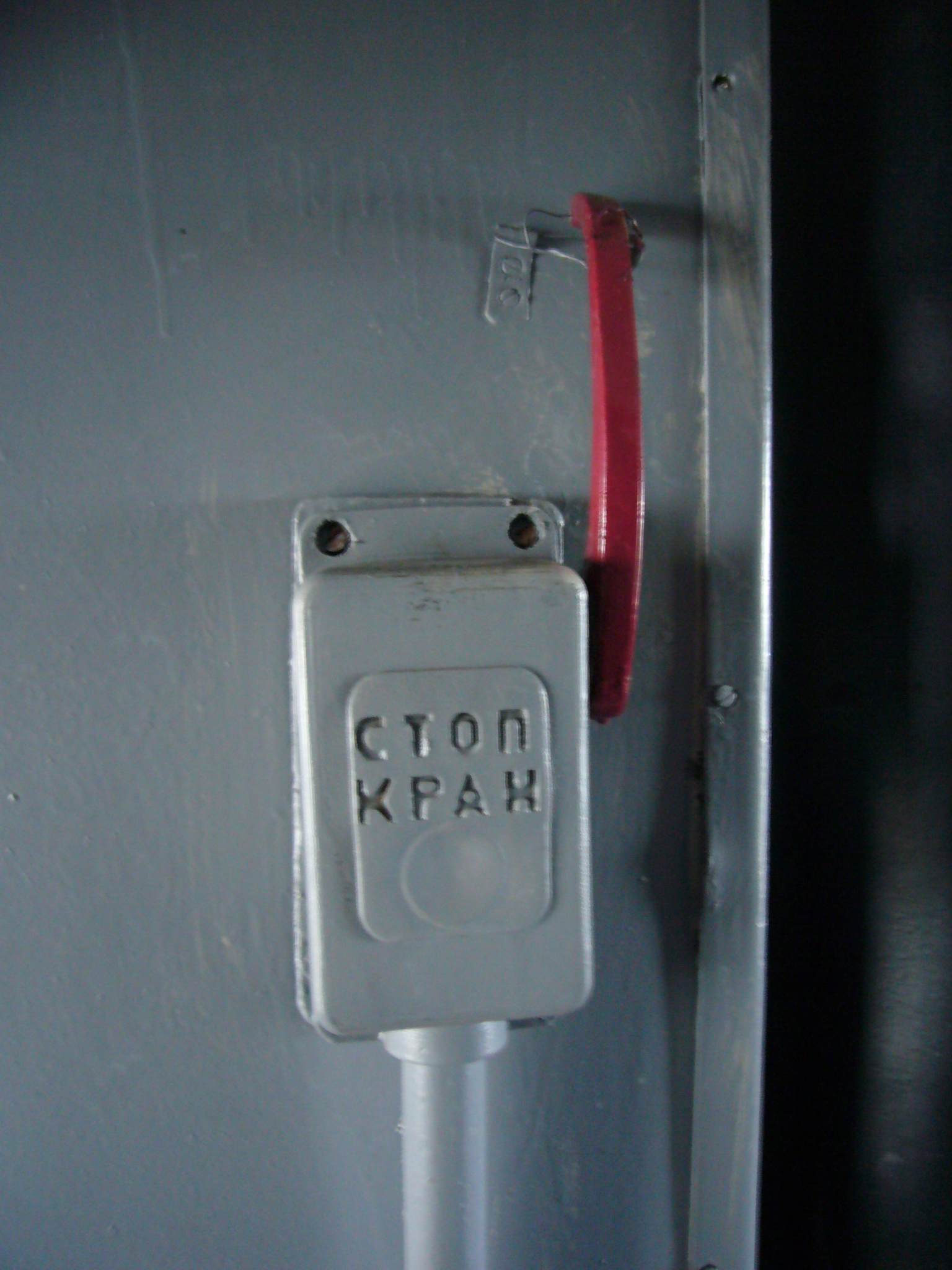
Стоп-кран плацкартного вагона

При повороте ручки одного стоп-крана действуют тормоза всего поезда.  Экстренное торможение происходит в результате выпуска воздуха из тормозной магистрали. Устанавливается в доступных для обслуживающего персонала и пассажиров местах: тамбурах, в пассажирском помещении вагона поездов дальнего следования и пригородных поездов.
Машинист не может дистанционно закрыть или отключить стоп-кран во избежание повторного срабатывания. Поэтому при срабатывании стоп-крана помощник машиниста электропоезда или дизель-поезда обязан пройти по составу и закрыть открытый стоп-кран, а также выяснить причину срабатывания, в пассажирском поезде эта обязанность возложена на проводников вагонов. Только после его закрытия тормозная магистраль может быть заряжена вновь, и тормоза будут отпущены.

### Россия
Правилами проезда на железных дорогах России пассажиру запрещено срывать стоп-кран без серьёзной на то причины (например, пожар в поезде или угроза травмирования человека). Однако, если на станции не закончилась посадка и высадка пассажиров, а поезд отправляется, проводник вагона обязан сорвать стоп-кран, для чего последние расположены в тамбурах вагонов. Соблюдение данного правила при абсолютной несогласованности между сотрудниками однажды стало фактором серьёзной железнодорожной катастрофы на станции Каменская, в которой погибло 107 человек и было ранено 114.

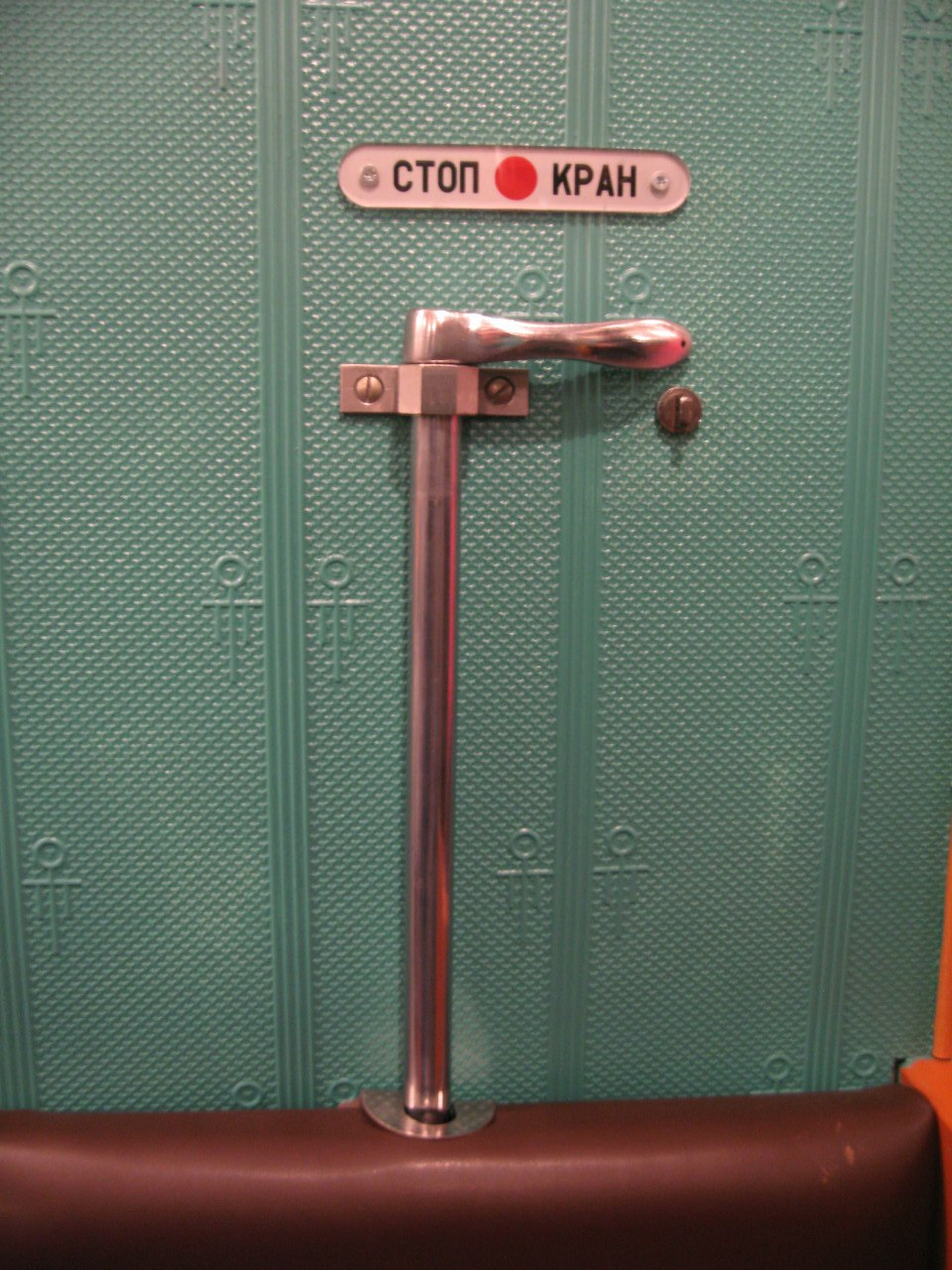
Стоп-кран в вагоне типа «А» Московского метрополитена

За срыв стоп-крана без достаточных оснований в настоящее время предусмотрена административная ответственность согласно статье 11.17 Кодекса об административных правонарушениях РФ — штраф в от двух до четырех тысяч рублей.  В случае, если это действие повлекло смерть человека или причинение тяжкого вреда здоровью, за него может наступить уголовная ответственность по статье 268 Уголовного кодекса РФ.

## Стоп-краны в Великобритании
Стоп-краны были законодательно внедрены в Англии Законом о регулировании железнодорожного транспорта (англ. Regulation of Railways Act) 1868 года. В ст. 22 указывалось, что «Все поезда сообщением на расстояние свыше 20 миль без остановок должны быть оборудованы средствами связи между пассажирами и сотрудниками компании, отвечающими за поезд». Первоначально таким средством связи был шнур, проходящий по всей длине поезда на уровне крыши снаружи вагонов, соединённый с колоколом на локомотиве. Когда использование автоматических тормозов было сделано обязательным Законом о регулировании железнодорожного транспорта 1889 года, оборудование было модифицировано так, чтобы оно могло приводить в действие тормоза, но выражение англ. communication cord («шнур для связи») сохранилось в английском языке до наших дней.

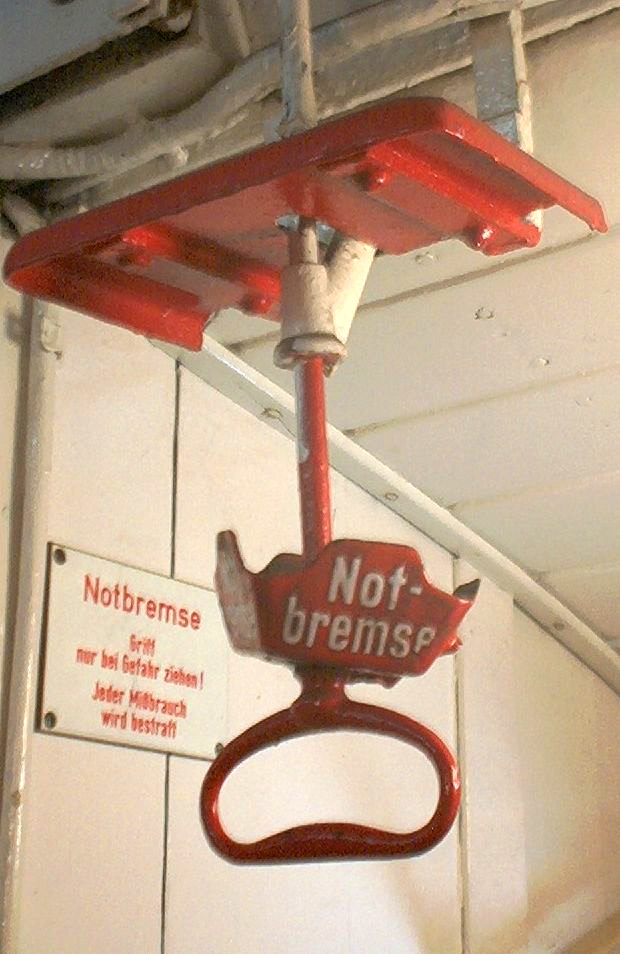
Стоп-кран в вагоне поезда в Германии (ок. 1920 г.)

В большинстве типов вагонов подвижного состава, построенных после 1980-х годов, установлены стоп-краны (англ. passenger communication handles или, сокращённо, PassComms). При активации стоп-крана пассажиром в кабине машиниста раздаётся сигнал. У машиниста есть около трех секунд, чтобы нажать кнопку отмены, в противном случае включается автоматическое торможение. Затем машинист должен остановить поезд в безопасном месте (например, не в тоннеле и не на мосту) и установить причины экстренной остановки. Машинист может также поговорить с человеком, активировавшим стоп-кран, по переговорному устройству, установленному рядом со стоп-краном.

## Факты

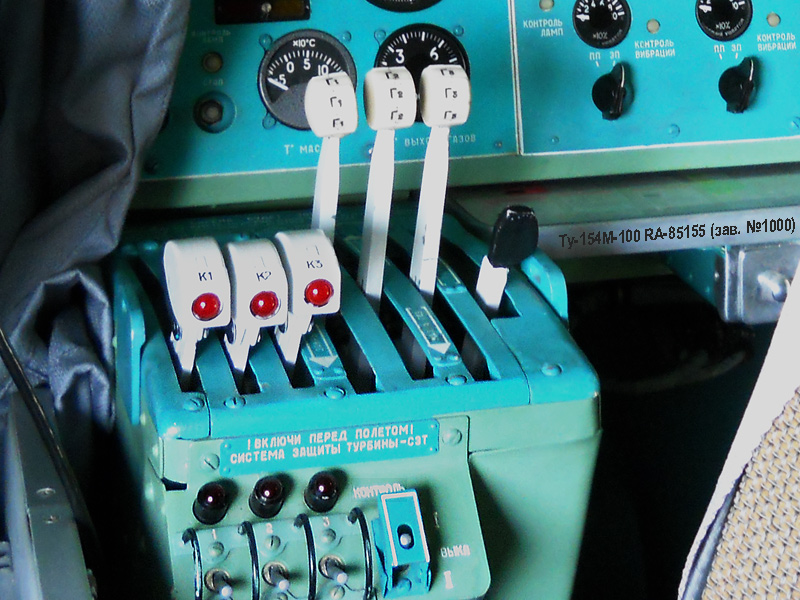
Стоп-краны Ту-154 (с красными лампами пожара)

Существует шуточный вопрос: какого цвета стоп-кран на самолёте? На многих типах воздушных судов стоп-краны действительно есть, по количеству двигателей, и служат для штатного или экстренного перекрытия подачи топлива в двигатели. Рычаги или тумблеры управления такими кранами, как правило, красного цвета; реже — обычного для тумблеров цвета (серый, некрашеный металл и т. д.). Рычаги стоп-кранов расположены в кабине экипажа и недоступны для пассажиров. Кроме стоп-кранов, управляющих топливной аппаратурой двигателей в топливной системе воздушного судна, обязательно имеются пожарные краны, закрывающие подачу топлива в магистраль в случае её разрушения или возгорания топлива в мотогондолах и топливной аппаратуре двигателей.